# Cymones atroclavatus
Cymones atroclavatus là một loài bọ cánh cứng trong họ Endomychidae. Loài này được Fairmaire miêu tả khoa học năm 1883.